# The Way We Were (Original Soundtrack Recording)
The Way We Were (Original Soundtrack Recording) é a trilha sonora do filme homônimo da cantora americana Barbra Streisand. Foi lançado pela Columbia Records, em 1 de janeiro de 1974. Possui doze canções, a maioria escrita por Marvin Hamlisch, três das quais são versões diferentes de "The Way We Were". 
A maior parte da produção é de  Fred Salem, a exceção é a faixa-título que foi produzida por Marty Paich. Hamlisch e Salem colaboraram na criação de cinco canções inéditas, enquanto as demais são versões  cover.
A resposta da crítica foi positiva, o site americano AllMusic o avaliou com três estrelas de cinco. Comercialmente, atingiu as posições de número 20 e número 23, nos Estados Unidos e Canadá, respectivamente. No Reino Unido, apareceu nas paradas de sucesso apenas em 2005. A Recording Industry Association of America, o certificou com um disco de ouro por vendas superiores a 500 mil cópias.

## Produção e composição
A trilha sonora foi produzida em maior parte por Freddie "Fred" Salem, enquanto a canção "The Way We Were" foi produzida por Marty Paich; a faixa mencionada também contou com composições adicionais de Marvin Hamlisch e Alan Bergman e Marilyn Bergman. Todas as músicas aparecem ao longo da trilha do filme The Way We Were, de 1973. A canção "The Way We Were" é a única composição que não é instrumental; a letra do single detalha a relação de Katie Morosky e Hubbell Gardiner, cuja vida pessoal é documentada ao longo do filme. Outras canções são versões covers produzidas por Salem de "Red Sails in the Sunset", "River, Stay 'Way from My Door", "In the Mood" e "Wrap Your Troubles in Dreams (And Dream Your Troubles Away)". Hamlisch e Salem colaboraram na criação de cinco canções inéditas: "Look What I've Got", "Like Pretty", "Katie", "Did You Know It Was Me?" e "Remembering".

## Promoção e recepção crítica
| Críticas profissionais | Críticas profissionais |
| Avaliações da crítica  | Avaliações da crítica  |
| Fonte                  | Avaliação              |
| ---------------------- | ---------------------- |
| AllMusic               | [ 6 ]                  |

Tanto a trilha sonora quanto o disco de estúdio The Way We Were de Streisand foram promovidas pelo lançamento do single comercial da música-título, em 27 de setembro de 1973. O single obteve êxito comercial, liderando a parada Billboard Hot 100, dos Estados Unidos, a RPM Top Singles, do Canadá, além de alcançar o top dez nas paradas da ARIA, na Austrália. A música é considerada uma das canções assinatura de Streisand, recebeu disco de platina em 19 de agosto de 1997, por vendas superiores a 1 milhão de cópias nos Estados Unidos. Hamlisch e os Bergmans foram amplamente elogiados por seu trabalho na faixa-título, ganhando o Oscar de Melhor Canção Original no 46º Prêmio Oscar, Hamlisch também recebeu o Oscar de Melhor Trilha Sonora Original por seu trabalho na trilha sonora do filme. "The Way We Were" ganhou o Globo de Ouro de Melhor Canção Original, em 1974 e o Prêmio Grammy de Canção do Ano, em 1975. Apesar de não escrever uma resenha o site estadunidense AllMusic o avaliou com três estrelas de cinco.

## Desempenho comercial
Nos Estados Unidos, estreou na posição de número 82, na Billboard 200. na semana que terminou em 16 de fevereiro de 1974. Nas duas publicações seguintes, a trilha sonora alcançou os números 48 e 29, respectivamente, e em 16 de março, atingiu sua posição de pico, no número 20, na mesma semana em que o de estúdio liderou as paradas. Na semana seguinte caiu para a posição de número 22 e passou um total de quinze semanas no Billboard 200, com sua última posição sendo a de número 177, em 25 de maio. A Recording Industry Association of America certificou a trilha sonora como disco de ouro,  por vendas superiores a 500.000 cópias, em 20 de outubro de 1998.
Na parada de Melhores Álbuns / CDs do Canadá, da revista RPM, estreou na posição de número 71, na semana de 2 de março de 1974. Alcançou a posição de número 23, em 16 de março e na semana seguinte (a de 23 de março) apareceu na mesma posição. A última aparição na lista foi no número 72, na semana que terminou em 11 de maio de 1974, totalizando nove semanas na tabela. Em 2005, alcançou a posição de número quatro na tabela de álbuns de compilação do Reino Unido, feita pela Official Charts Company.

## Lista de faixas
| The Way We Were: Original Soundtrack Recording – Standard edition |                                                               |                                              |                |         |  |
| N.º                                                               | Título                                                        | Compositor(es)                               | Producer(s)    | Duração |  |
| 1.                                                                | "The Way We Were"                                             | Alan Bergman Marilyn Bergman Marvin Hamlisch | Marty Paich    | 3:53    |  |
| 2.                                                                | "Red Sails in the Sunset"                                     | Hugh Williams Jimmy Kennedy                  | Fred Salem     | 1:43    |  |
| 3.                                                                | "Look What I've Got"                                          | Hamlisch                                     | Salem          | 3:06    |  |
| 4.                                                                | "Like Pretty"                                                 | Hamlisch                                     | Salem          | 2:21    |  |
| 5.                                                                | "River, Stay 'Way from My Door"                               | Harry M. Woods Mort Dixon                    | Salem          | 1:55    |  |
| 6.                                                                | "The Way We Were" (Instrumental)                              | A. Bergman M. Bergman Hamlisch               | Paich          | 3:03    |  |
| 7.                                                                | "Katie"                                                       | Hamlisch                                     | Salem          | 2:28    |  |
| 8.                                                                | "In the Mood"                                                 | Andy Razaf Joe Garland                       | Salem          | 2:41    |  |
| 9.                                                                | "Did You Know It Was Me?"                                     | Hamlisch                                     | Salem          | 4:35    |  |
| 10.                                                               | "Remembering"                                                 | Hamlisch                                     | Salem          | 1:22    |  |
| 11.                                                               | "Wrap Your Troubles in Dreams (And Dream Your Troubles Away)" | Harry Barris Ted Koehler Billy Moll          | Salem          | 3:02    |  |
| 12.                                                               | "The Way We Were" (Finale)                                    | A. Bergman M. Bergman Hamlisch               | Paich          | 3:49    |  |
| Duração total:                                                    | Duração total:                                                | Duração total:                               | Duração total: | 33:58   |  |

## Tabelas

### Tabelas semanais
| Tabela musical(1974)           | Melhor posição |
| ------------------------------ | -------------- |
| Canadian Albums (RPM)          | 23             |
| UK Compilation Albums (OCC)    | 4              |
| Estados Unidos (Billboard 200) | 20             |

## Certificações e vendas
| País                  | Certificação | Vendas  |
| --------------------- | ------------ | ------- |
| Estados Unidos (RIAA) | Ouro         | 500,000 |